# روهان الكسندر
روهان الكسندر (20 فبراير 1973 في جامايكا - ) (بالإنجليزية: Rohan Alexander)‏ هو لاعب كريكت أمريكي. شارك مع منتخب الولايات المتحدة الوطني للكريكت.